# Hackelochloa
Hackelochloa is een geslacht uit de grassenfamilie (Poaceae). De soorten van dit geslacht komen voor in de (sub)tropische delen van Afrika, Azië, Australazië en het Pacifisch gebied.

## Soorten
- Hackelochloa granularis (L.) Kuntze
- Hackelochloa porifera (Hack.) D.Rhind